# Moure (Barcelos)
Moure ist eine Gemeinde (Freguesia) im nordportugiesischen Kreis Barcelos.

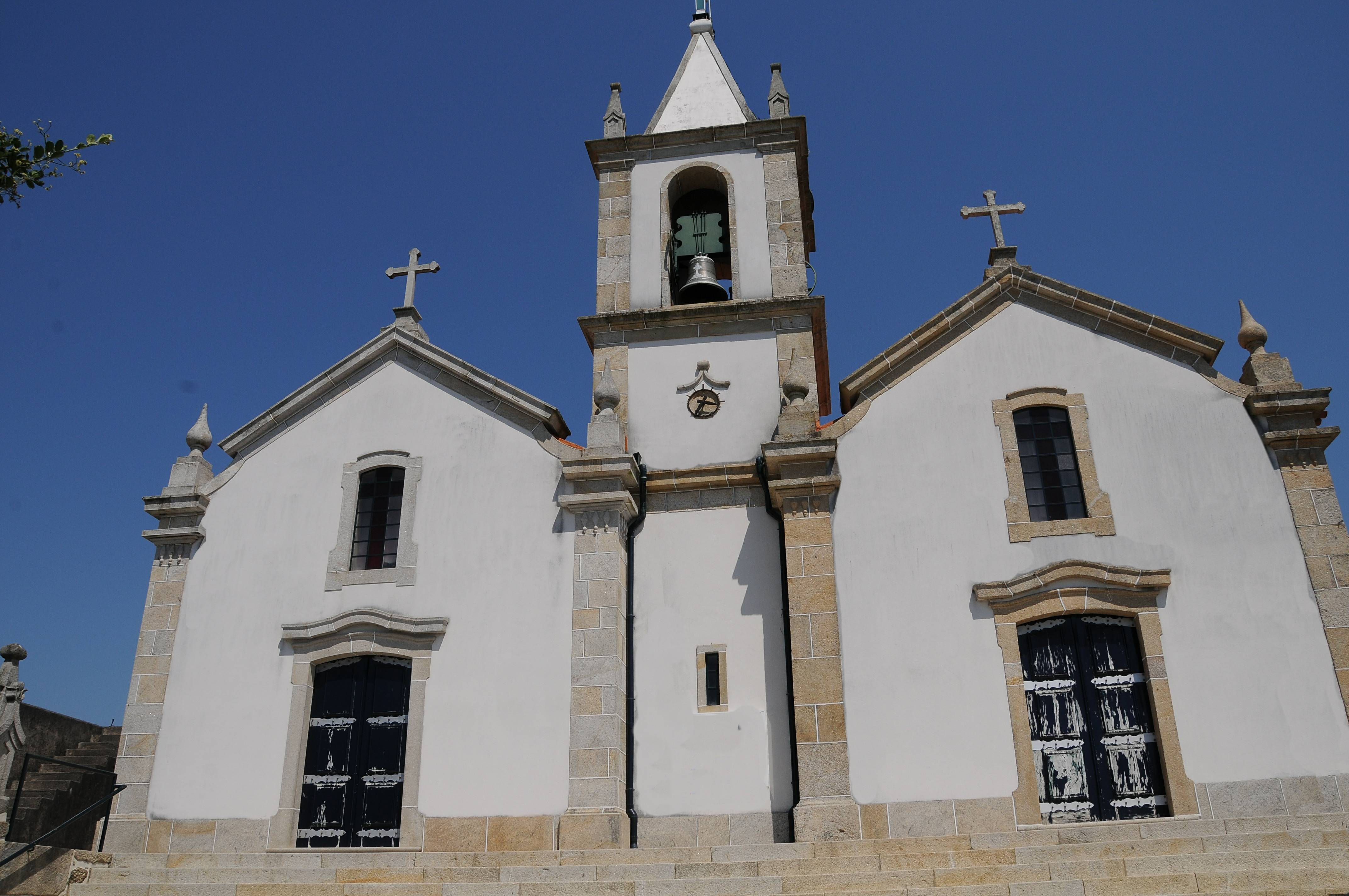
Kirche von Moure

 In ihr leben 921 Einwohner (Stand 19. April 2021).